# Neuse Forest
Neuse Forest – jednostka osadnicza w Stanach Zjednoczonych, w stanie Karolina Północna, w hrabstwie Craven.